# Rhinocricus indiscretus
Rhinocricus indiscretus är en mångfotingart som beskrevs av Filippo Silvestri 1895. Rhinocricus indiscretus ingår i släktet Rhinocricus och familjen Rhinocricidae. Inga underarter finns listade i Catalogue of Life.